# Дацев, Асен
Асен Борисов Дацев (1911—1994) — болгарский учёный-физик-теоретик, педагог, профессор (1950), доктор физико-математических наук, член Болгарской академии наук (с 1961). Лауреат Димитровской премии (1951).

## Биография
В 1933 году окончил Софийский университет. Совершенствовал знания в Парижской Сорбонне (1934—1938) под руководством Луи де Бройля, где в 1938 году защитил докторскую диссертацию.
Работал советником посольства Болгарии в Москве (1946—1947).
С 1947 года в течение 40 лет читал лекции в Софийском университете (с 1950 — профессор). Декан физико-математического факультета Софийского университета (1950—1955), заведующий кафедрой теоретической физики.
С 1962 года — также работал в Физическом институте Болгарской академии наук.
С 1952 года — член-корреспондент Болгарской академии наук. С 1961 года — академик Болгарской АН.
Академик Асен Дацев — основоположник теоретического отделения Института физики твёрдого тела Болгарской АН.

## Научная деятельность
Работы А. Дацева относятся к квантовой механике и теплопроводности. Предложил метод решения уравнений распространения тепла в неоднородных твердых телах при произвольных начальных и граничных условиях.

## Избранные труды
- «Върху разпространението на вълните» (1944) кн. 1, с. 173—259
- «Квантово тълкуване на някои резултати от класическата механика» (1940), кн. 1, с. 201—218
- «Върху проблема за разпространението на топлината в твърди тела» (Париж, 1963)
- «Квантова механика и физическа реалност», І изд., София, изд. БАН (1969)
- «Върху линейния проблем на Стефан» (Париж, 1970)
- «Квантова механика» (І изд. 1963), ІІ изд. 1973)
- «Революционните идеи на Коперник и общата теория на относителността» (1974) кн. 2, с. 58 — 63

## Награды
- Димитровская премия(1951)
- Орден «Георгий Димитров»
- Орден Народной Республики Болгария 1-й степени
- Орден Народной Республики Болгария 2-й степени
- Орден «Святые Равноапостольные Кирилл и Мефодий»
- Заслуженный деятель науки БНР
- Народный деятель науки БНР